# Madres do Deserto

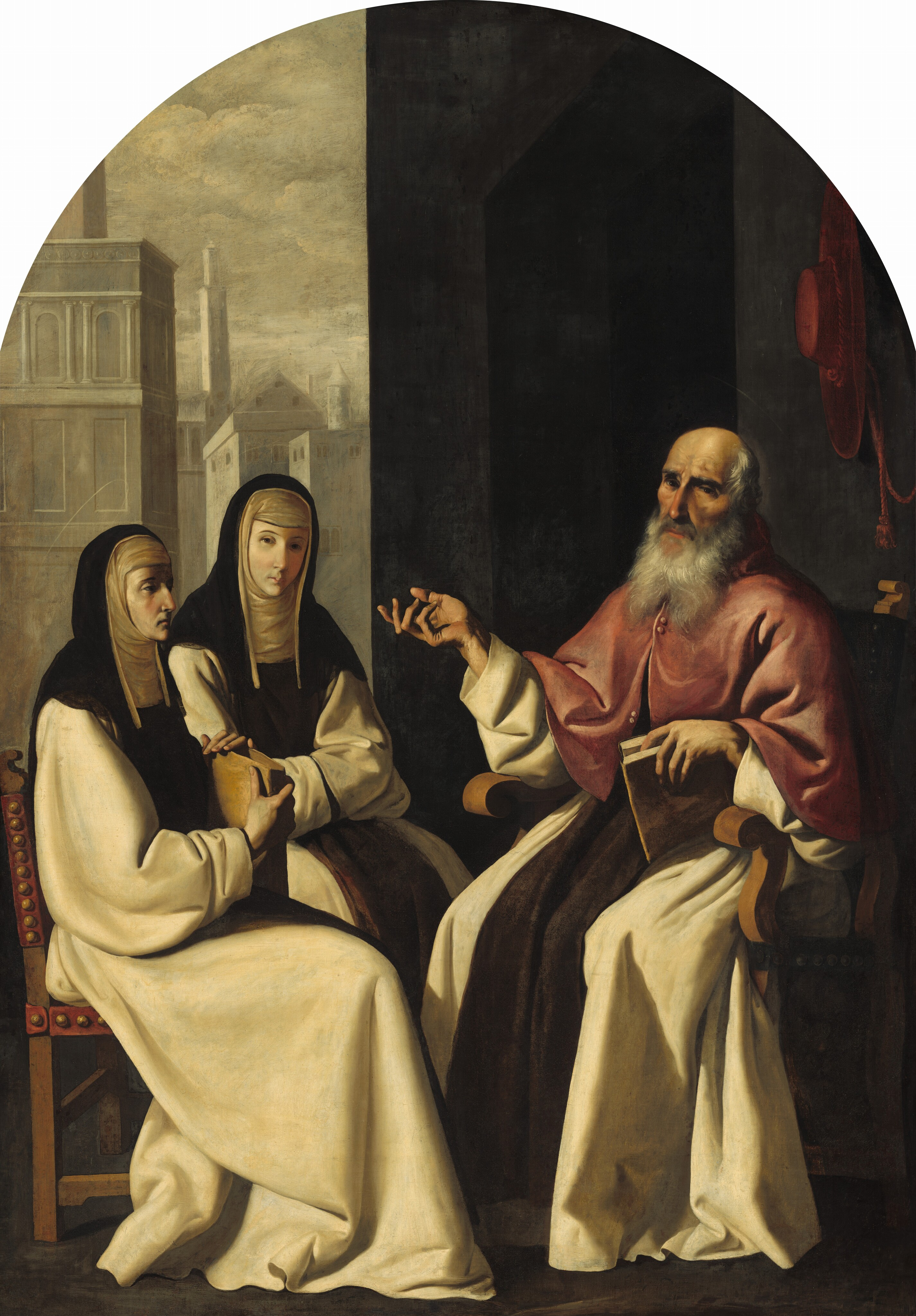
Madres do Deserto: Santa Paula e sua filha Eustóquia com seu orientador espiritual São Jerônimo - Pintura de Francisco de Zurbarán

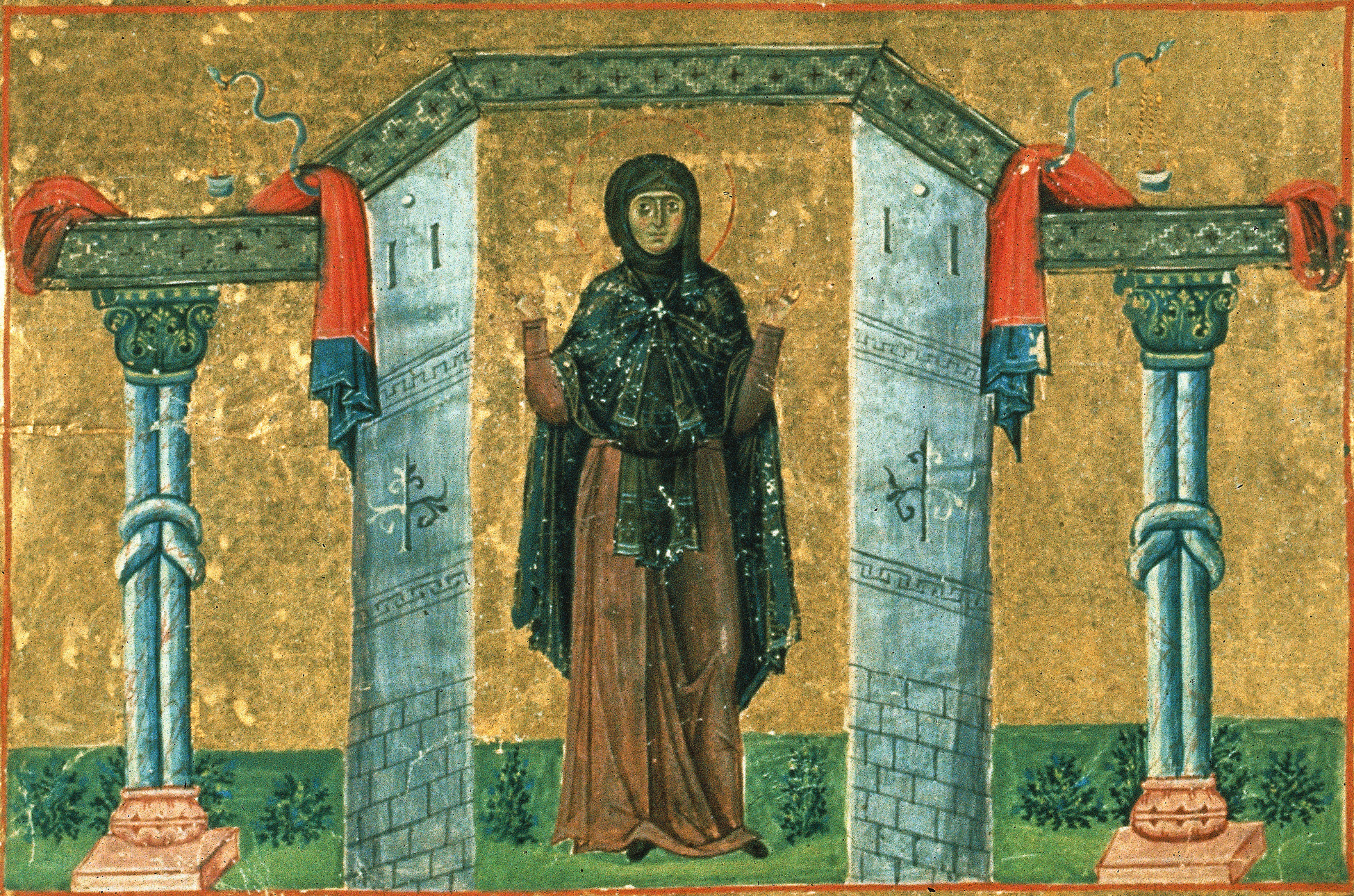
Melânia, a Jovem do Menologion de Basílio II

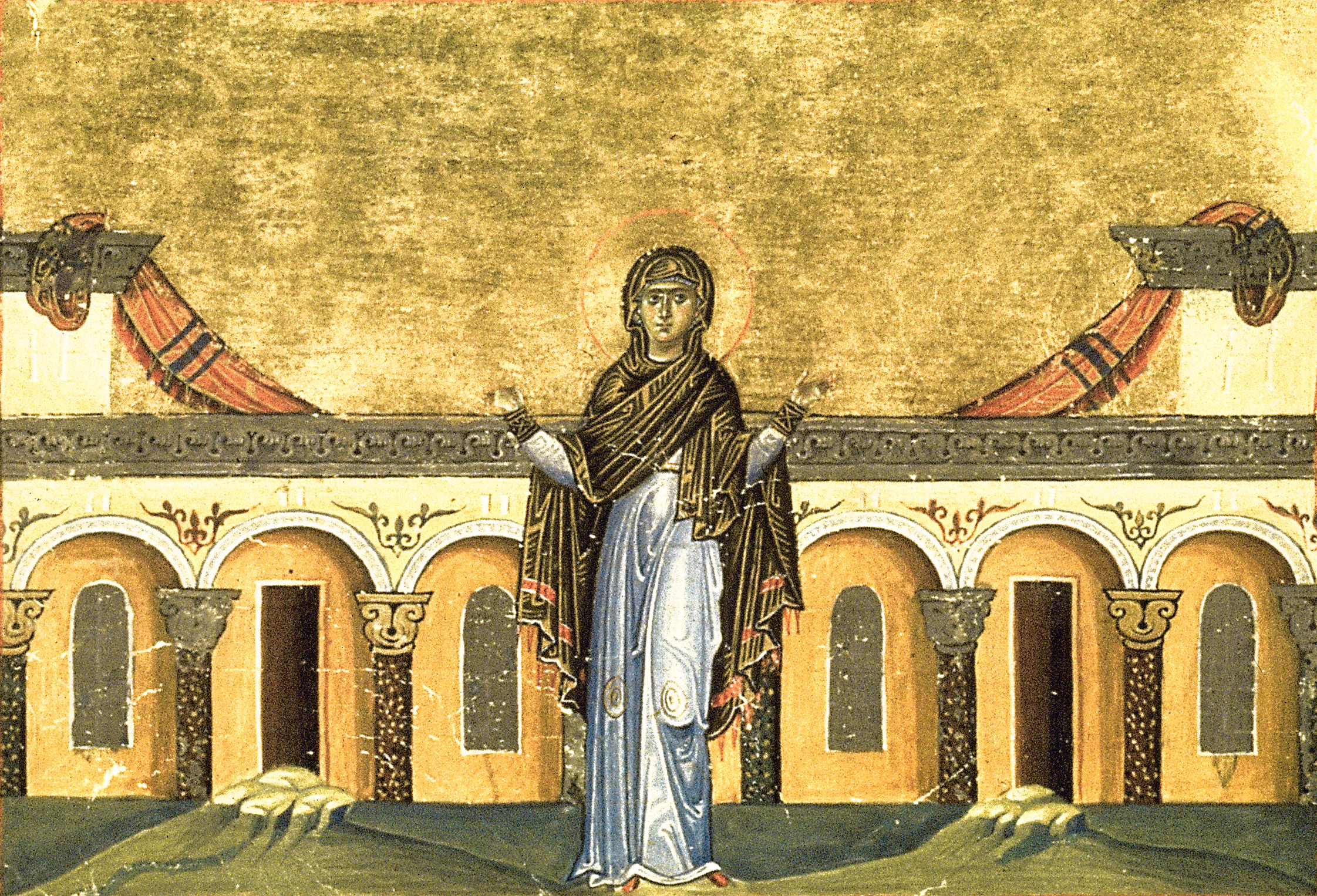
Sinclética de Alexandria do Menologion de Basílio II

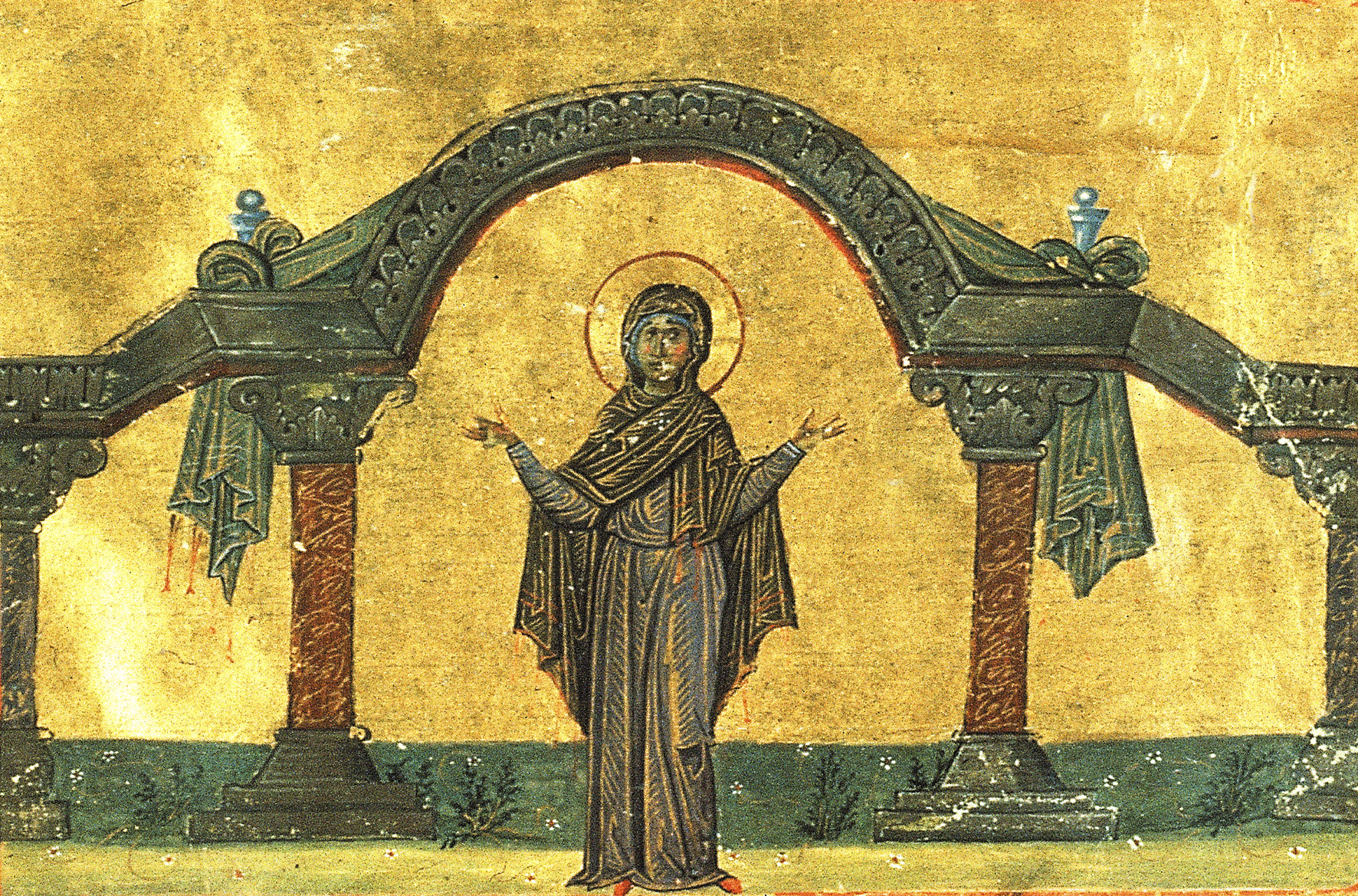
Domnina da Síria do Menologion de Basílio II

As Madres do Deserto ou Mães do Deserto foram mulheres ascetas cristãs que viviam nos desertos do Egito, Palestina e Síria a partir do século III. Elas tipicamente viveram em comunidades monásticas – como monjas e freiras – que começaram a se formar durante esse período, embora às vezes elas tenham vivido como eremitas. Outras mulheres daquela época que influenciaram os primeiros ascetas ou a tradição monástica, embora não necessariamente tenham vivido no deserto, também receberam a denominação de Madres (ou Mães) do Deserto.
Os Padres do Deserto são muito mais conhecidos porque a maioria dos primeiros textos cristãos foram compilados por homens. Não há escritos diretamente atribuídos às Madres do Deserto — as ocasionais histórias sobre elas vem dos primeiros Padres do Deserto e suas biografias. O Apophthegmata Patrum, ou Provérbios dos Padres do Deserto, inclui 47 provérbios que são atualmente atribuídos às Madres do Deserto. Há vários capítulos dedicados às Madres do Deserto no História Lausíaca de Paládio, que menciona 2975 mulheres vivendo no deserto. Outras fontes incluem as várias histórias contadas ao longo dos anos sobre a vida de santos do período, tradicionalmente chamado vitae ("vida"). A vida de 12 santas do deserto é descrita no Livro I do chamado Vitae Patrum (Vida dos Padres).

## Notáveis Madres do Deserto
As Madres do Deserto foram conhecidas como ammas (mães espirituais), comparável aos Padres do Deserto (abbas), devido ao respeito que eles ganharam como professores e diretores espirituais. Uma das mais bem conhecidas Madres do Deserto foi amma Sinclética de Alexandria, que teve 22 provérbios atribuídos a ela nos Provérbios dos Padres do Deserto. Duas outras ammas, Teodora de Alexandria e Sara do Deserto, também têm provérbios neste livro. As Madres do Deserto descritas no Historia Lausiaca incluem Melânia, a Velha, Melânia, a Jovem, Olímpia, Santa Paula e sua filha Eustóquia, e várias mulheres que o autor não nomeia.
De acordo com relatos escritos, amma Sinclética nascida por volta de 270, dado que dela é dito que terá vivido até aos 80 cerca do ano 350, filha de ricos habitantes de Alexandria, foi bem educada, incluindo um estudo inicial dos escritos do Padre do Deserto Evágrio. Após a morte de seus pais, ela vendeu tudo o que tinha e deu o dinheiro aos pobres. Mudando-se para fora da cidade com sua irmã cega, ela viveu como eremita entre as tumbas fora de Alexandria. Gradualmente uma comunidade de mulheres ascetas cresceu em torno dela, que ela serviu como a mãe espiritual delas. Mesmo que ela fosse uma asceta e eremita, Sinclética ensinou a moderação, e que o ascetismo não era um fim em si mesmo.
Teodora de Alexandria foi uma amma de uma comunidade monástica de mulheres próxima de Alexandria. Antes disso, ela tinha fugido para o deserto disfarçada de homem e se juntou a uma comunidade de monges. Ela foi procurada por muitos Padres do Deserto para conselho — declaradamente o bispo Teófilo veia a ela em busca de conselho.
Os provérbios de Sara do Deserto indicam que ela teve um vida eremita por cerca de 60 anos. Suas respostas afiadas para alguns dos homens velhos que desafiaram-na mostra uma personalidade distintamente forte. De acordo com uma história, dois homens anacoretas visitaram-na no deserto e decidiram, "Vamos humilhar esta velha mulher". Eles disseram para ela, "Tenha cuidado para não se tornar vaidoso pensando em si mesmo": "Olha como anacoretas estão vindo me ver, uma simples mulher." Ela respondeu, "De acordo com a natureza, sou uma mulher, mas não de acordo com meus pensamentos.
Melânia, a Velha, a filha de um oficial romano, tornou-se viúva jovem e mudou-se para Alexandria, e depois para o Deserto de Nítria. Ela encontrou vários Padres do Deserto, seguindo-os em várias viagens e ministrando a eles usando seu próprio dinheiro. Em um ponto ela foi jogada na prisão por apoiá-los, depois de vários padres terem sido banidos por oficiais na Palestina. Ela eventualmente fundou um convento em Jerusalém que tinha cerca de 50 freiras.
Sua neta, Melânia, a Jovem casou-se aos treze anos e teve dois filhos, ambos morreram na juventude. Quando ela tinha 20 anos ela e seu marino Piniano renunciaram ao mundo, ambos fundando conventos e monastérios.

## Provérbios
- Amma Sara disse "se eu orei a Deus todas as pessoas deveriam aprovar a minha conduta, eu deveria encontrar a mim mesmo uma penitente na porta de cada um, mas eu devo sim rezar que meu coração possa ser puro para todos."[12]
- Amma Sinclética disse "No começo há um grande numero de batalhas e uma boa dose de sofrimento para aqueles que estão avançando em direção a Deus e, depois, a alegria inefável. É como aqueles que desejam ascender o fogo; no início eles são sufocados pela fumaça e choram, e por este meio obtêm o que procuram [...] portanto, nós devemos acender o fogo divino em nós mesmos através das lágrimas e muito trabalho."[13]
- Amma Sinclética disse "Há muitos que vivem nas montanhas e se comportam como se eles estivessem na cidade; eles estão esperando seu tempo. É possível serem solitários em sua mente enquanto vivem em uma multidão; e é possível para aqueles que são solitários viver em meio a multidão de seus próprios pensamentos."[14]
- Amma Teodora disse que nem o ascetismo, nem vigílias, nem qualquer tipo de sofrimento são capazes de salvar. Apenas a verdadeira humildade pode fazer isso. Havia quem fosse capaz de banir os demônios. E ele perguntou lhes: "O que faz vocês irem embora? é o jejum?" Eles responderam: "Nós não comemos ou bebemos." "É as vigílias?". Eles responderam: "Nós não dormimos." "Então que poder manda-os embora?". Eles responderam: "Nada pode superar a nós exceto a humildade". Amma Teodora disse: "Você vê como a humildade é vitoriosa sobre os demônios?".[15]